# .416 Weatherby Magnum
El .416 Weatherby Magnum es un cartucho belted magnum diseñado por Ed Weatherby, hijo de Roy, y lanzado comercialmente en 1989. Diseñado para la caza mayor de animales peligrosos como el búfalo del Cabo, el rinoceronte y el elefante africano, se lo considera el más potente de los cartuchos calibre .416, superando al .416 Remington, .416 Rigby y .416 Ruger
A inicio de la década de los años 1960 y durante los 1970, la caza de safari en África disminuyó y así la demanda de calibre grandes. Además, la introducción del .458 Winchester Magnum, que podría ser recamarado en rifles económicos, había prácticamente descontinuado calibres como el .416 Rigby. Debido a la baja demanda, fabricantes de munición como Kynoch dejaron de operar.
Sin embargo, para los años 80, se despertó nuevamente el interés por los safaris en África, creándose una demanda para estos calibres. En 1988 Remington introdujo su versión del .416 Hoffman, al que se le dio el nombre  .416 Remington Magnum. A diferencia del Rigby, el Remington cartucho utilizó el casquillo del .375 Holland & Holland Magnum.
Aprovechando este momento, Weatherby introdujo su propio .416 cartucho  1989;  esté basado en el .378 Weatherby Magnum cartucho, el cual era necked hasta aceptar un .0,416 plg (10,6 mm) en (10.6 ) bala.

## Diseño
Con el estilo tradicional de Weatheby, el cartucho superó a otros cartuchos del mismo calibre. Para cumplir esta tarea Weatherby uso para desarrollar el .416 Weatherby Magnum, el mismo casquillo que el .378 Weatherby Magnum y el .460 Weatherby Magnum, el cual parte del casquillo del.416 Rigby y que además presenta un cinturón y el diseño de doble-radio venturi en el hombro. A diferencia del .416 Ruger y el .416 Remington, el .416 Weatherby Magnum requiere un mecanismo large magnum. El casquillo tiene una capacidad de 140 g de agua (9.09 cm³), 31% más que del .416 Remington Magnum caso.
El .416 Weatherby Magnum ha sido estandarizado tanto por el CIP como por el SAAMI. SAAMI recomienda un de 6 estrías y un paso de 1:14 revoluciones para generar una presión de 65,000 psi.